# Louise Svalastog
Louise Ambjörn Svalastog (ur. 1 października 1982 w Kolding), duńska piłkarka ręczna, reprezentantka kraju grająca na pozycji obrotowej. Obecnie, od sezonu 2014/15, występuje w duńskiej lidze, w drużynie København Håndbold.

## Życie prywatne
W 2010 r. wyszła za mąż, za Bo Spellerberga – duńskiego piłkarza ręcznego. W 2013 para rozwiodła się.

## Sukcesy

### klubowe
Mistrzostwa Danii:
- 2013
- 2008, 2014
- 2012

Puchar EHF:
- 2010